# بطلينوس

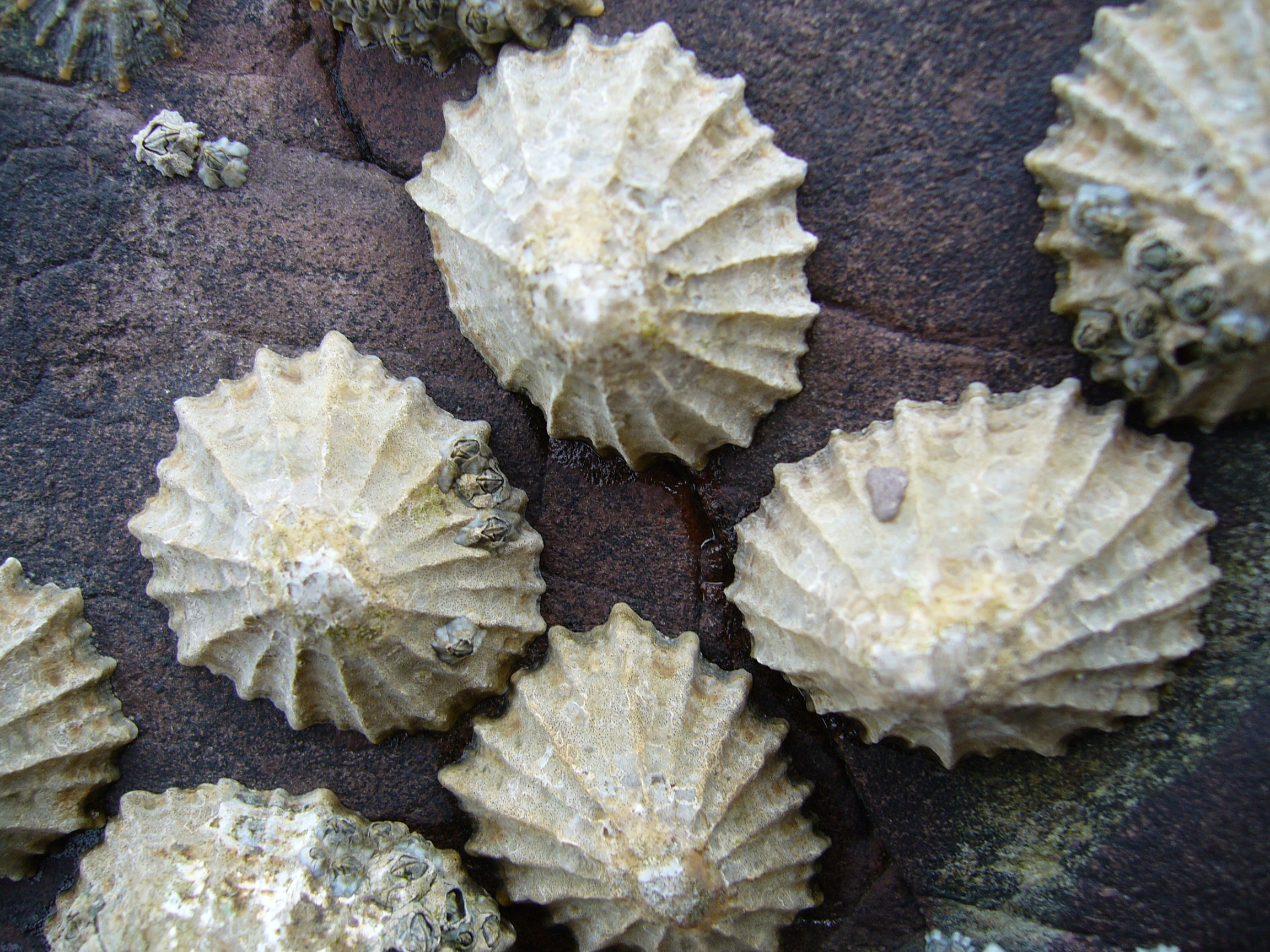
نوع من ال (true limpets) واسمه العلميّ Patella vulgata على صخرة في ويلز المملكة المتحدة

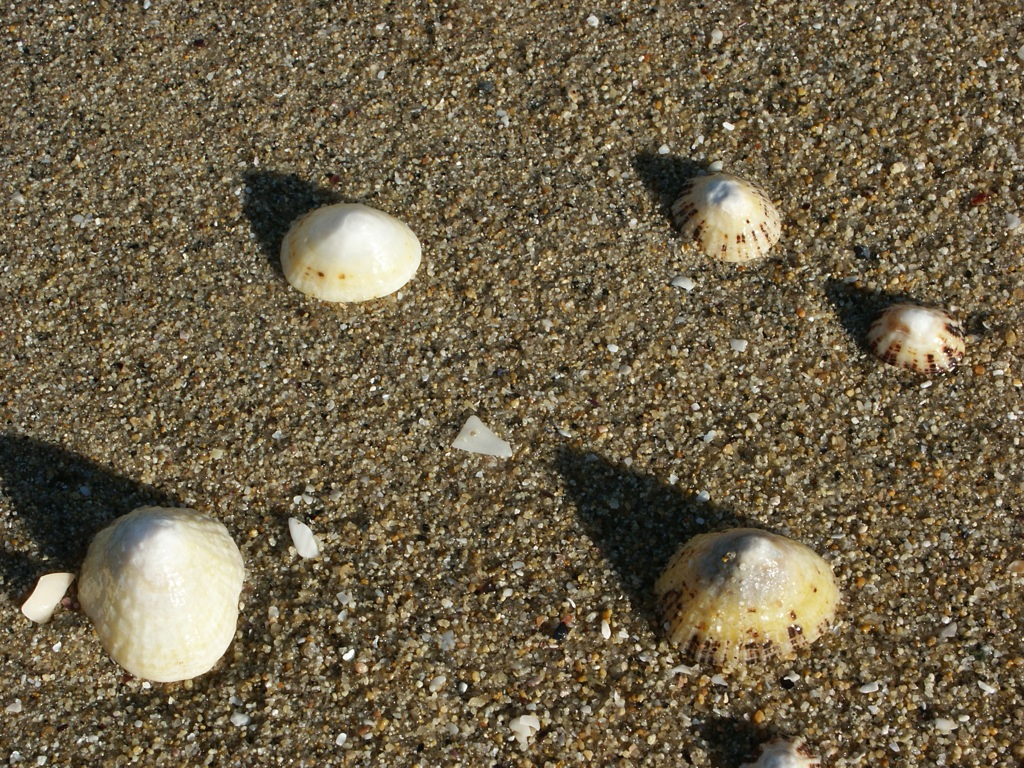
مجموعة من حيوانات البطلينوس

البَطْلِينوس  (بالإنجليزية: Limpet)‏ هو حيوان لافقاري ينتمي إلى الرخويات، يتميز بصدفته القمعية أو المخروطية الشكل، وهو يعتبر أحد أنواع بطنيات القدم بغض النظر عن شكل صدفته.
يثبت البطلينوس نفسه بقوة على أسطح الصخور بالقرب من المسطحات المائية مثل البحار بواسطة قدمه وشفاطته القويتان، وفي بعض الأحيان لا يتحرك من مكانه، كما أنه يترك أثراً مخاطياً ورائه عند الحركة والبحث عن الغذاء ليستدل بذلك على موقعه السابق.

## الأسنان
وجد أن أسنان البطلينوس أعلى المواد الحيوية مقاومةً للشد متفوقاً بذلك على حرير العنكبوت.